# Салту-ди-Пирапора
Салту-ди-Пирапора (порт. Salto de Pirapora)  —  муниципалитет в Бразилии, входит в штат Сан-Паулу. Составная часть мезорегиона Макрорегион агломерации Сан-Паулу. Входит в экономико-статистический  микрорегион Сорокаба. Население составляет 42 262 человека на 2006 год. Занимает площадь 280,312 км². Плотность населения — 150,8 чел./км².
Праздник города —  24 июня.

## История
Город основан 24 июня 1906 года.

## Статистика
- Валовой внутренний продукт на 2003 составляет 501.302.700,00 реалов (данные: Бразильский институт географии и статистики).
- Валовой внутренний продукт на душу населения на 2003 составляет 12.865,46 реалов (данные: Бразильский институт географии и статистики).
- Индекс развития человеческого потенциала на 2000 составляет 0,771 (данные: Программа развития ООН).